# Pseudosedum multicaule
Pseudosedum multicaule är en fetbladsväxtart som först beskrevs av Pierre Edmond Boissier och Buhse, och fick sitt nu gällande namn av Antonina Georgievna Borissova. Pseudosedum multicaule ingår i släktet Pseudosedum och familjen fetbladsväxter. Inga underarter finns listade i Catalogue of Life.